# Chiesa di San Carlo Borromeo (Pergine Valsugana)
La chiesa di San Carlo Borromeo è una chiesa sussidiaria a Pergine Valsugana che risale al XIV secolo.

## Storia

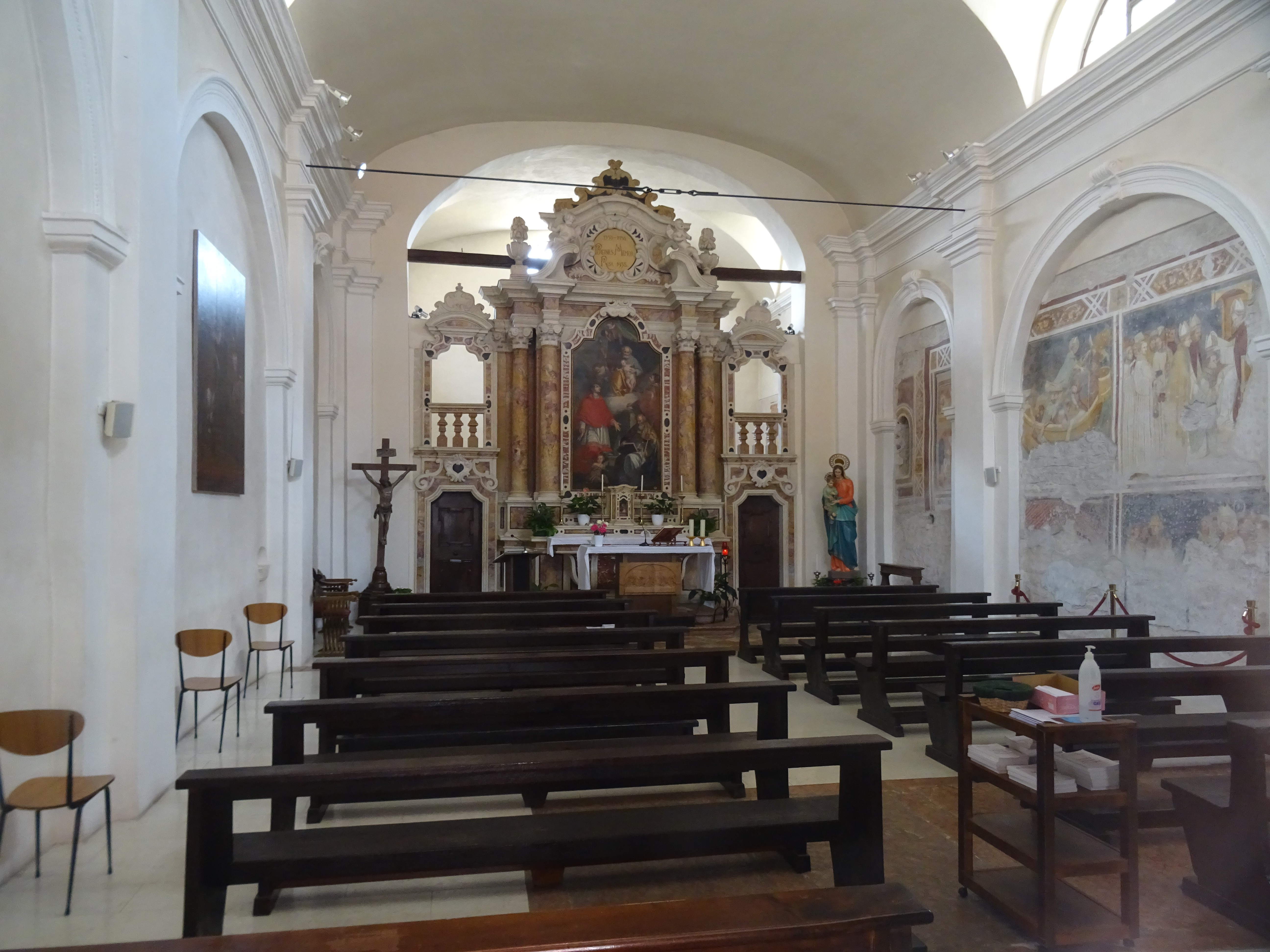
Interno

Un primo edificio religioso riferibile alla chiesa recente era intitolato a San Nicola da Bari e si trovava nel camposanto della comunità. Viene ricordato per la prima volta in un documento datato 1329.
Dopo la metà del XIV secolo gli interni vennero affrescati da un maestro influenzato dalla scuola di Altichiero, e tali affreschi sono ancora visibili all'inizio della sala. Pochi anni dopo, nel periodo compreso tra gli anni 1390 e 1410, altre parti dell'interno vennero affrescate, e in questo caso i lavori sono attribuiti a Maestro Venceslao e sono visibili sulle pareti della sacrestia.
All'inizio del XVI secolo la chiesa venne invertita come orientamento, con l'abbattimento della primitiva facciata e la sua ricostruzione dove in precedenza era la zona absidale. Venne consacrata nel 1615 ed affidata alla confraternita della Buona Morte. La sua dedicazione venne estesa a San Giuseppe, San Carlo Borromeo, San Nicola e San Leonardo, con la Beata Vergine e con Gesù deposto dalla croce.
All'inizio del XVIII secolo la chiesa venne ristrutturata e dopo circa tre anni di lavori, nel 1703, gli esterni erano ultimati e il vescovo di Feltre Antonio Polcenigo la benedisse. Per altri tre anni proseguirono poi le sistemazioni degli interni e da quando la maggior parte della struttura venne ultimata la dedicazione venne limitata a San Carlo Borromeo.
La chiesa veniva utilizzata per le funzioni in lingua tedesca, dedicate alla popolazione germanofona del perginese e della valle dei Mocheni .
Con l'ultimo quarto di secolo venne sistemato l'altar maggiore nel presbiterio e anche  il cimitero adiacente alla chiesa fu ultimato, con la posa di lapidi sepolcrali direttamente sulla parete della chiesa.
Durante il XIX secolo l'edificio venne sconsacrato ed utilizzato come deposito, cadendo in uno stato di grave degrado.
Dopo il primo conflitto mondiale si pose in opera un intervento di recupero e ristrutturazione, e nel 1926 la chiesa poté essere riaperta al culto.
Negli ultimi decenni del XX secolo venne nuovamente restaurata con l'eliminazione di una struttura che creava un soppalco nella sacrestia permettendo di valorizzare gli affreschi qui presenti. Un nuovo intervento si è protratto dal 2004 sino al 2011, con una revisione generale della struttura e, in particolare, con la valorizzazione, in questa occasione, degli affreschi presenti nella sala.